# Тризна Валентин Сергійович
Валентин Сергійович Тризна (нар. 26 серпня 1945, село Долішній Лужок, тепер Дрогобицького району Львівської області) — український діяч, машиніст гірничих виймальних машин, шахтоуправління «Октябрське» виробничого об'єднання «Донецьквугілля» Донецької області. Народний депутат України 1-го скликання.

## Біографія
Народився у родині вчителів. Трудову діяльність розпочав у 1961 році колгоспником.
Освіта середня. У 1962—1964 роках — учень професійно-технічного училища № 25 міста Донецька.
У 1964 році — підземний робітник очисного вибою шахти «Октябрська» міста Донецька.
У 1964—1968 роках — служба в Радянській армії.
У 1968—1991 роках — підземний робітник очисного вибою, машиніст комбайну, машиніст гірничих виймальних машин шахтоуправління «Октябрське» виробничого об'єднання «Донецьквугілля» міста Донецька Донецької області.
Член КПРС з 1972 до 1991 року.
У 1989 році був вибраний головою ради трудового колективу виробничого об'єднання «Донецьквугілля» та шахтоуправління «Октябрське» міста Донецька.
18.03.1990 року обраний народним депутатом України, 2-й тур, 46,26 % голосів, 7 претендентів. Входив до групи «За соціальну справедливість». Голова підкомісії Комісії ВР України з питань гласності і засобів масової інформації.
Потім — не працював, пенсіонер у місті Києві.
У 1991 році був членом Організаційного комітету із створення Соціалістичної партії України. Був також головою Організаційного комітету із створення Робітничої партії України. Входив до «Блоку Лазаренка».
Обирався керівником Київської міської партійної організації Всеукраїнської партії «Нова сила».

## Нагороди
- медалі